# アブドゥルアフド・ムハンマド
アブドゥルアフド・ムハマンド（ペルシア語: عبدالاحد مهمن; 生1959年1月1日 -）は、アフガニスタン初、唯一の宇宙飛行士。軍人、飛行士。元大佐。ソ連邦英雄、アフガニスタン共和国英雄。アフガンの「自由の太陽」メダルを受賞。

## 経歴
ガズニー州シャンガル地区サルダ町出身。パシュトゥーン人。1976年、カブール工業大学に入学。
1978年、軍に召集され、教育のためにソ連に派遣され、クラスノダールとキエフの航空学校で学んだ。帰国後、アフガニスタン空軍に勤務し、1987年、Y.A.ガガーリン空軍アカデミーを卒業した。
1987年11月、ソビエト・アフガン共同の宇宙飛行（インターコスモス）の宇宙飛行士候補者に選抜され、同年12月、候補者8人の内の1人に残った。1988年1月、待機要員となり、ガガーリン宇宙飛行士訓練センターで訓練に入る。同年4月、主乗組員に登録。
1988年8月29日、「ソユーズTM-6」の乗組員となり、同年8月31日から9月7日まで宇宙ステーション「ミール」に滞在。地球への帰還（「ソユーズTM-5」による）は、9月5日から6日にかけての夜に計画されていたが、位置標定装置とエンジンに問題が発生したため、9月6日から9月7日にかけての夜に変更された。1988年9月7日、ソ連邦英雄の称号とレーニン勲章が授与された。
その後、参謀本部アカデミーを卒業し、アフガン宇宙研究所で働いた。民間航空次官。インド出張中にターリバーンがアフガニスタンの権力を掌握したため、難民となる。
妻、娘2人と息子1人の5人家族。現在、難民として、ドイツのシュトゥットガルトで暮らし、小さな農場を経営している。